# Alegria (Rio Grande do Sul)
Alegria é um município brasileiro do estado do Rio Grande do Sul.

## História
A lei estadual nº 8.502, de 31 de dezembro de 1987, desmembrou o antigo distrito de Alegria pertencente ao município de Três de Maio, criando o agora município de Alegria que permaneceu durante dois anos ainda sendo administrado pelo município mãe quando então foi instalado em 1 de janeiro de 1989 com a posse do primeiro prefeito José Álvaro Jost. Ficou constituído de dois distritos: Alegria e Espírito Santo.
A área de terras hoje pertencente ao município de Alegria foi habitada pelos índios do Queixo Furado que ainda encontravam-se na região até a chegada dos primeiros colonizadores. Francisco Correa Taborda e sua esposa Josefina dos Reis Taborda, foram os primeiros moradores de toda a área que hoje compreende os municípios de Inhacorá e Alegria e coube a eles a tarefa de civilizar os índios. A área de terras que eles possuíam era correspondente a 18 km por 21 km e estendia-se desde onde fica atualmente a ponte do Buricá em Inhacorá até além do Lageado Engenho e o outro lado do rio Buricá em Alegria. Os animais da região eram o porco do mato, a anta, o tigre e podiam ser vistos quase que diariamente.
Após mais um ataque dos índios ao acampamento do Sr. Francisco Correa Taborda em que sua esposa foi gravemente ferida, o casal decidiu ir residir na região de Cruz Alta e dividiu as terras entre os dois filhos: João Correa Taborda e Vicente Taborda.
João Correa Taborda casou-se e sempre residiu onde fica atualmente a chamada Esquina Rolim. Vicente Taborda residiu próximo onde residiu a ex-prefeita do Município de Inhcorá, Sra. Cledi Pires Savariz, no assim chamado Rincão dos Pires. Casado a apenas doze dias, João Correa Taborda foi para a Guerra do Paraguai, ficando ausente de casa por dez anos.
Após a vitória sobre os índios em um combate que durou vários dias em que a propriedade de Vicente Taborda foi atacada, seu irmão João organizou o “Baile da Alegria” para comemorar o acontecimento, sendo que então o local teria ficado conhecido como Rincão da Alegria, e que posteriormente teria dado nome ao atual município de Alegria.
Os índios teria recebido uma área em Coroados, hoje Município de São Valério, onde permaneceram somente alguns, já civilizados. 
Segundo alguns relatos, por volta de 1920 e 1940, foi surgindo o primeiro núcleo de moradores através da migração de agricultores alemães vindos da chamada Colônia Velha de Montenegro e que se somaram aos colonizadores poloneses oriundos de Ijuí. Os primeiros colonizadores sofreram muito nos primeiros anos, frente as dificuldades enfrentadas. A primeira preocupação era construir suas casas que eram feitas de “pau roliço” com piso de chão batido, cobertas inicialmente de capim e mais tarde de tabuinhas. Não existiam estradas, só picadas na mata. Ao chegarem os descentes de imigrantes encontraram poucas pessoas da mesma origem. O desmatamento foi feito com machado, foice e serrote. Mais tarde, a madeira era serrada manualmente e aproveitada para a construção de casas. Uma parte era aproveitada para fabricar dormentes, tramas e palanques, vendidos para Ijuí, Catuípe e Santo Ângelo.
Na atual Alegria na época da chegada dos colonos descendentes de europeus, moravam em sua maioria caboclos. Entre os primeiros moradores da região hoje ocupada pelos municípios de Inhacorá e Alegria, estavam o escrivão Percival Becker, Francisco Rolim de Moura, Eduardo Aidman, Ceslau Sawitzki, José Secconi, Alberto Prauchner, Alberto Stadler, João Leffler, Fernando Kunkel, Augusto Kumkel, Emílio Ratzlaff e outros. Faustino Viana da Rosa, Pedro Viana da Rosa, e Santino Toledo residiam onde hoje é a atual sede do Município. Estavam aqui também os Senhores Chico Prestes, Pedro Freitas, Brasil Freitas, Gustavo Ritz, Casemiro Martini, Casimiro Kotchewiski, Lauriano Bueno, Joaquim Bento, Brizo Padilha, Nicolau Johann, Osório Ribeiro, Paulo Laichter, Salvador Ferreira, Germano Faifa, José Lemainski, Leopoldo Heck, Germano Ribel, José Matikoski, Gustavo Grupp e outros.
Pela lei municipal nº 7, de 22 de outubro de 1959, subordinado ao município de Três de Maio, foi criado o Distrito Rincão da Alegria, cuja denominação alterada pela lei estadual 8502 de 31 de dezembro de 1987, passou como município a ser chamado simplesmente de Alegria.
Localiza-se a uma latitude 27º49'58" sul e a uma longitude 54º03'41" oeste, estando a uma altitude de 383 metros.
Possui uma área de 175,28 km² e sua população estimada em 2013 era de 4 244 habitantes.

## Política
Em primeiro de Janeiro de 1989, assumiu o cargo o primeiro Prefeito Municipal de Alegria o Bacharel em Administração de Empresa, José Álvaro Jost, tendo como vice-prefeito o Sr. Balduino Dockorn, vencedores do primeiro pleito eleitoral do novo município, em cuja eleição enfrentaram-se dois ex-colegas de aula: Os Srs. José Álvaro Jost e Jorge Lemanski. O antigo MDB sempre havia sido o partido majoritário no antigo distrito de Alegria, porém foi derrotado por uma expressiva diferença de quase 500 votos pela união do então PDS e do então recém fundado partido do PDT. O candidato a vice de Jorge Lemanski foi o então comerciante de Espírito Santo, Sadi Koper.
Na segunda eleição municipal em Alegria enfrentaram-se o Sr. Balduino Dockorn (PDT), vice-prefeito na primeira gestão e o Cirurgião-dentista Orlando Vanin Trage (PDS). Foi uma eleição muito disputada, sendo que o eleito fez 0,9% de votos a mais, naquela eleição este percentual correspondeu a apenas 63 votos, sendo que com 70% dos votos apurados a eleição estava empatada. Esta diferença, em temos proporcionais ao número de leitores, foi a menor diferença entre os candidatos até hoje na história das eleições em Alegria. Os candidatos a vice-prefeito foram os srs. Anildo Mattner e Sadi Koper, tendo o último sido elegido.
Na terceira eleição venceu novamente o ex-prefeito José Álvaro Jost com uma diferença de quase 500 votos sobre o candidato do PMDB, o engenheiro agrônomo, Valdir Pedro Zonim.
Com o advento da re-eleição, no quarto pleito eleitoral do município de Alegria foi re-eleito, com com uma diferença de 726 votos sobre o segundo colocado, para o cargo de prefeito municipal, José Álvaro Jost que concorreu com os candidatos do PMDB o agricultor Irineu Wisneski tendo como candidato a vice o Prof. Valdir Natal Rochinheski e o canditado do PT, Professor Paulo Hermes tendo como candidato a vice o agricultor Olíbio Reidel.
No quinto pleito eleitoral foi eleito prefeito o cirurgião-dentista Idalcir Luiz Santi, tendo como vice-prefeito o Sr. João de Almeida Teixeira que havia já ocupado o mesmo cargo durante o segundo mandato de José Álvaro Jost. Desta vez o candidato das oposições foi o advogado Dr. Juarez Antônio da Silva, cujo candidato a vice-prefeito foi o professor Valdir Natal Rochinheski.
Na sexta eleição do município de Alegria, os partidos políticos optaram por realizar um consenso, tendo sido re-eleito para o cargo de prefeito Idalcir Luiz Santi, tendo como vice-prefeito, nesta ocasião, Irineu Wisneski. Também houve consenso para a eleição da câmara de vereadores, sendo que todos os nove vereadores foram distribuídos entre os partidos do consenso, sem que tivessem sido eleitos suplentes.
Para o mandato de 2012 foi eleito o Sr. Renato Francisco Teixeira, tendo como vice-prefeito o sargento Elias Cavalini que concorreram contra o ex-prefeito José Álvaro Jost e o ex-vereador Carlos Norberto Filipin, sendo que a diferença foi de 298 votos.
Em 2016 foi eleito o Sr. Gustavo Teixeira Bigolin, tendo como vice o Sr. Eloi Bohn que concorreram com Renato Teixeira e Elias Cavalini que tentavam a reeleição. O eleito Gustavo Teixeira Bigolin fez 51,10% dos votos contra 48,90% de Renato Francisco Teixeira . Gustavo Teixeira Bigolin entrou para a história nesta eleição como sendo o prefeito mais jovem dos estado do Rio Grande do Sul.
Para exercer o mandato de 2021-2024 foi eleita Teresinha Marczewski Zavaski, tendo como vice Fábio Schackofski.

## A Praça Arnoldo Guilherme Jost - Uma Vitrine para a Cidade de Alegria
A praça central de Alegria marca qualquer visitante pela sua beleza. Ela possui uma particularidade interessante que a primeira vista pode não ser percebida. O monumento em homenagem ao cidadão que dá nome a praça, traz junto às inscrições, uma face vazada em bronze. Trata-se de um interessante trabalho de moldagem realizado, horas após a morte de Arnoldo Guilherme Jost, pelo primeiro cirurgião-dentista a residir em Alegria, Orlando Vanin Trage, auxiliado pelo filho mais moço do falecido, Paulo Jost, então estudante de odontologia em Pelotas . Após a retirada do molde, foi apenas realizado um pequeno trabalho de escultura (abertura dos olhos) do modelo que serviu para fazer a forma e o vazamento do bronze fundido, trabalho este, realizado em uma metalúrgica de Pelotas. Portanto, a peça resultante, exposta na praça é muito fiel nos detalhes e nas dimensões do rosto do homenageado, podendo-se afirmar que é tamanho natural. Trata-se de fato de uma máscara mortuária, em que foi realizado um trabalho de escultura apenas na região dos olhos. Geralmente as estátuas e os monumentos existentes em praças e locais públicos são o resultado de trabalho de escultura realizados por artistas profissionais da área. Este resultou de um trabalho de moldagem facial pós-morten, resultando daí um fato bastante peculiar. Sem conhecer a história, quem olha o monumento, pode não se aperceber dos detalhes que o transformam em algo muito raro, devido a técnica utilizada em sua realização.